# 横顔 (平井堅の曲)
「横顔」（よこがお）は、1995年11月22日に発売された日本の歌手、平井堅の3枚目のシングル。
累計出荷枚数は1万5000枚。

## タイアップ
- フジテレビ『めざまし天気』エンディングテーマ
- ニッポン放送『オールナイトニッポン』エンディングテーマ

## 収録曲
| 全作詞・作曲: 平井堅。 |                                |        |            |          |      |
| #                      | タイトル                       | 作詞   | 作曲・編曲 | 編曲     | 時間 |
| 1.                     | 「横顔」                       | 平井堅 | 平井堅     | 松浦晃久 | 5:48 |
| 2.                     | 「アヒル」                     | 平井堅 | 平井堅     | 宮田繁男 | 5:49 |
| 3.                     | 「横顔」(オリジナル・カラオケ) | 平井堅 | 平井堅     |          | 5:48 |